# Aziz Mouhiidine
Aziz Abbes Mouhiidine (* 6. Oktober 1998 in Avellino) ist ein italienischer Boxer und ehemaliger Karateka.

## Karate
Aziz Mouhiidine trainierte als Karateka beim Team Olimpic Planet in Mercato San Severino. In der Klasse Kumite 70 kg+ gewann er 2013 eine Bronzemedaille bei den Kadetten- und Juniorenweltmeisterschaften in Spanien, sowie 2014 ebenfalls eine Bronzemedaille beim Jugend-Weltcup der WKF in Kroatien. 2016 gewann er in der Klasse Kumite 76 kg+ die Silbermedaille bei den europäischen U21-Meisterschaften der EKF auf Zypern.

## Boxen
Mouhiidine war unter anderem Viertelfinalist der Jugend-Weltmeisterschaften 2016 in Russland und Bronzemedaillengewinner im Superschwergewicht (91 kg+) bei den U22-Europameisterschaften 2017 in Rumänien.
Bei den U22-Europameisterschaften 2018 in Rumänien gewann er die Goldmedaille im Superschwergewicht durch Siege gegen Aleksandar Mraović, Michael Pirotton, Mücahit İlyas, Magomed Abdullajew und Marko Milun. Anschließend boxte er im Schwergewicht (-91 kg) und gewann noch im gleichen Jahr die Mittelmeerspiele in Spanien und die EU-Meisterschaften in Spanien. Er besiegte dabei unter anderem Cheavan Clarke und zweimal Toni Filipi.
Bei den Weltmeisterschaften 2019 in Jekaterinburg schied er vor dem Erreichen der Medaillenränge gegen Hussein Iashaish aus, gewann jedoch bei der Weltmeisterschaft 2021 in Belgrad die Silbermedaille nach einer Niederlage im Finale gegen Julio César La Cruz.
2022 gewann er die Europameisterschaften in Jerewan und die Mittelmeerspiele in Oran.
Bei der Weltmeisterschaft 2023 in Taschkent verlor er erst im Finale gegen Muslim Gadschimagomedow und wurde dadurch erneut Vizeweltmeister. Bei den Europaspielen 2023 in Krakau gewann er die Goldmedaille.
Bei den Olympischen Spielen 2024 in Paris verlor er gegen den Usbeken Lazizbek Mullajonov.

## Sonstiges
Mouhiidine ist der Sohn einer neapolitanischen Mutter und eines marokkanischen Vaters. Er ist Angehöriger der Polizia di Stato und für deren Sportverein Fiamme oro aktiv.